# Fletcherea pauliani
Fletcherea pauliani là một loài bướm đêm trong họ Noctuidae.